# Coupe du monde féminine de rugby à XIII
La Coupe du monde féminine de rugby à XIII est la compétition internationale de rugby à XIII féminin la plus prestigieuse. Elle est organisée par l'International Rugby League (IRL) et met aux prises des sélections nationales. La première édition se déroule en 2000 au Royaume-Uni, aux côtés de la compétition masculine. Elle est remportée par la Nouvelle-Zélande.
Seules deux nations figurent au palmarès de la Coupe du monde, avec trois titres chacune : la Nouvelle-Zélande (2000, 2003 et 2008) et l'Australie (2013, 2017, 2021).

## Palmarès
| 2000 | Grande-Bretagne  | Nouvelle-Zélande | 26 − 04 | Grande-Bretagne  |            |         |                   |
| 2003 | Nouvelle-Zélande | Nouvelle-Zélande | 58 − 00 | Māori            |            |         |                   |
| 2008 | Australie        | Nouvelle-Zélande | 34 − 00 | Australie        | Angleterre | 32 - 06 | Îles du Pacifique |
| 2013 | Grande-Bretagne  | Australie        | 22 − 12 | Nouvelle-Zélande | Angleterre | 54 - 00 | France            |
| 2017 | Australie        | Australie        | 23 − 16 | Nouvelle-Zélande |            |         |                   |
| 2021 | Angleterre       | Australie        | 54-4    | Nouvelle-Zélande |            |         |                   |
| 2025 | France           |                  |         |                  |            |         |                   |